# Earl Hogan

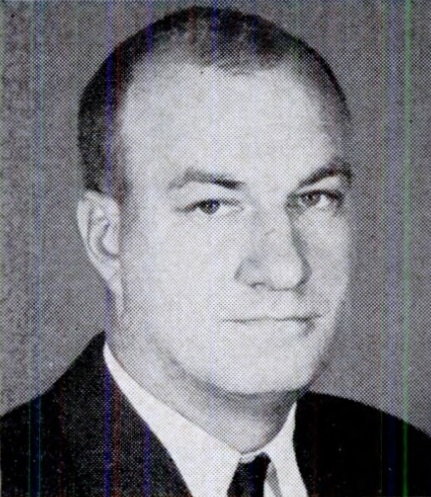
Earl Hogan

Earl Lee Hogan (* 13. März 1920 in Hope, Bartholomew County, Indiana; † 3. Juni 2007 ebenda) war ein US-amerikanischer Politiker. Zwischen 1959 und 1961 vertrat er den Bundesstaat Indiana im US-Repräsentantenhaus.

## Werdegang
Earl Hogan besuchte die öffentlichen Schulen in Burney. Danach studierte er an der Indiana University und der University of Kentucky. Während des Zweiten Weltkrieges war er Bomberpilot in der Fliegerabteilung der US Army. Für seine militärischen Leistungen wurde er mit dem Distinguished Flying Cross, dem Purple Heart und der Air Medal ausgezeichnet. Nach dem Krieg war Hogan zunächst im Polizeidienst tätig. Zwischen 1946 und 1950 war er stellvertretender Polizeichef im Bartholomew County. Anschließend wurde er zum dortigen Polizeichef befördert. Diesen Posten bekleidete er zwischen 1950 und 1958.
Politisch war Hogan Mitglied der Demokratischen Partei. Bei den Kongresswahlen des Jahres 1958 wurde er im neunten Wahlbezirk von Indiana in das US-Repräsentantenhaus in Washington, D.C. gewählt, wo er am 3. Januar 1959 die Nachfolge des Republikaners Earl Wilson antrat. Da er im Jahr 1960 gegen Wilson verlor, konnte er bis zum 3. Januar 1961 nur eine Legislaturperiode im Kongress absolvieren. Nach seinem Ausscheiden aus dem US-Repräsentantenhaus arbeitete Hogan bis 1980 in verschiedenen Positionen für die Farmers Home Administration, die Nachfolgebehörde der Farm Security Administration. Von 1966 bis 1980 war er auch Sekretär des Ausschusses zur Weiterentwicklung des ländlichen Raums in Indiana. Außerdem war er zwischen 1975 und 1982 Vorsitzender der staatlichen Beraterkommission und der Indiana Green Thimb Inc. Earl Hogan starb am 3. Juni 2007 in seinem Heimatort Hope.